# Udjani Mangbama
Udjani Mangbama (? - Brazzaville, le 10 mai 2014) est une personnalité politique et militaire de la République démocratique du Congo, chef du Mouvement de libération indépendant des alliés (MLIA), actif en Équateur lors des violences entre populations Enyele et Munzaya en 2009-2010. 
Les autorités de RDC annoncent son arrestation début mai 2010, néanmoins, il parvient à se réfugier en République du Congo. Jugé coupable d'avoir organisé un mouvement insurrectionnel, il est condamné à mort par contumace le 4 août 2011 par le tribunal militaire de Kinshasa-Gombe. La République du Congo refuse de l'extrader vers la République démocratique du Congo. 
Gravement blessé début mai 2014 dans des affrontements entre forces de sécurité congolaises et un groupe de personnes originaire de République démocratique du Congo, dans le Nord de la République du Congo, près d'Owando, il succombe à ses blessures le 10 mai à Brazzaville.